# José da Cruz (Politiker, 1976)
José da Cruz (* 11. November 1976 in Suai, Cova Lima, Osttimor) ist ein osttimoresischer Politiker. Er ist Mitglied der FRETILIN.
Bei den Parlamentswahlen 2023 trat Cruz auf Platz 14 der Wahlliste der FRETILIN an und gewann einen Sitz im Parlament. Im 6. Nationalparlament Osttimors ist Cruz Mitglied des Ausschusses für Öffentliche Finanzen (Kommission C).